# Rodrigue Kossi
Rodrigue Kossi Fiogbé (11 luglio 2000) è un calciatore beninese, centrocampista dell'ES Sétif e della nazionale beninese.

## Caratteristiche tecniche
È un centrocampista difensivo.

## Carriera

### Club
Acquistato dal Club Africain nel 2018, debutta in prima squadra il 27 dicembre in occasione dell'incontro di Championnat de Ligue Professionelle 1 vinto 2-1 contro il Tataouine.

### Nazionale
Nel 2019 viene convocato dalla nazionale beninese per la Coppa delle nazioni africane 2019, dove però non gioca alcun incontro; il 27 settembre debutta giocando l'amichevole vinta 2-1 contro la Costa d'Avorio.

## Statistiche
Statistiche aggiornate al 21 novembre 2021.

### Presenze e reti nei club
| Stagione             | Squadra              | Campionato           | Campionato | Campionato | Coppe nazionali | Coppe nazionali | Coppe nazionali | Coppe continentali | Coppe continentali | Coppe continentali | Altre coppe | Altre coppe | Altre coppe | Totale | Totale | Totale |
| Stagione             | Squadra              | Comp                 | Pres       | Reti       | Comp            | Pres            | Reti            | Comp               | Pres               | Reti               | Comp        | Pres        | Reti        | Pres   | Reti   |        |
| -------------------- | -------------------- | -------------------- | ---------- | ---------- | --------------- | --------------- | --------------- | ------------------ | ------------------ | ------------------ | ----------- | ----------- | ----------- | ------ | ------ | ------ |
| 2018-2019            | Club Africain        | L1                   | 7          | 0          | CT              | 0               | 0               | CCL                | 2                  | 0                  |             | -           | -           | 9      | 0      |        |
| 2019-2020            | Club Africain        | L1                   | 8          | 0          | CT              | 0               | 0               |                    | -                  | -                  |             | -           | -           | 8      | 0      |        |
| 2020-2021            | Club Africain        | L1                   | 21         | 0          | CT              | 2               | 0               |                    | -                  | -                  |             | -           | -           | 23     | 0      |        |
| 2021-2022            | Club Africain        | L1                   | 7          | 0          | CT              | 0               | 0               |                    | -                  | -                  |             | -           | -           | 7      | 0      |        |
| Totale Club Africain | Totale Club Africain | Totale Club Africain | 43         | 0          |                 | 2               | 0               |                    | 2                  | 0                  |             | -           | -           | 47     | 0      |        |
| Totale carriera      | Totale carriera      | Totale carriera      | 43         | 0          |                 | 2               | 0               |                    | 2                  | 0                  |             | -           | -           | 47     | 0      |        |

### Cronologia presenze e reti in nazionale
| Cronologia completa delle presenze e delle reti in nazionale ― Benin | Cronologia completa delle presenze e delle reti in nazionale ― Benin | Cronologia completa delle presenze e delle reti in nazionale ― Benin | Cronologia completa delle presenze e delle reti in nazionale ― Benin | Cronologia completa delle presenze e delle reti in nazionale ― Benin | Cronologia completa delle presenze e delle reti in nazionale ― Benin | Cronologia completa delle presenze e delle reti in nazionale ― Benin | Cronologia completa delle presenze e delle reti in nazionale ― Benin |
| Data                                                                 | Città                                                                | In casa                                                              | Risultato                                                            | Ospiti                                                               | Competizione                                                         | Reti                                                                 | Note                                                                 |
| -------------------------------------------------------------------- | -------------------------------------------------------------------- | -------------------------------------------------------------------- | -------------------------------------------------------------------- | -------------------------------------------------------------------- | -------------------------------------------------------------------- | -------------------------------------------------------------------- | -------------------------------------------------------------------- |
| 6-9-2019                                                             | Caen                                                                 | Costa d'Avorio                                                       | 1 – 2                                                                | Benin                                                                | Amichevole                                                           | -                                                                    | 82’                                                                  |
| 8-6-2021                                                             | Cotonou                                                              | Benin                                                                | 2 – 2                                                                | Zambia                                                               | Amichevole                                                           | -                                                                    | 63’                                                                  |
| 2-9-2021                                                             | Antananarivo                                                         | Madagascar                                                           | 0 – 1                                                                | Benin                                                                | Qual. Mondiali 2022                                                  | -                                                                    | 71’                                                                  |
| 6-9-2021                                                             | Cotonou                                                              | Benin                                                                | 1 – 1                                                                | RD del Congo                                                         | Qual. Mondiali 2022                                                  | -                                                                    | 66’ 86’                                                              |
| 7-10-2021                                                            | Dar es Salaam                                                        | Tanzania                                                             | 0 – 1                                                                | Benin                                                                | Qual. Mondiali 2022                                                  | -                                                                    | 83’                                                                  |
| 10-10-2021                                                           | Cotonou                                                              | Benin                                                                | 0 – 1                                                                | Tanzania                                                             | Qual. Mondiali 2022                                                  | -                                                                    | 67’                                                                  |
| 11-11-2021                                                           | Cotonou                                                              | Benin                                                                | 2 – 0                                                                | Madagascar                                                           | Qual. Mondiali 2022                                                  | -                                                                    | 67’                                                                  |
| 24-3-2022                                                            | Aksu                                                                 | Liberia                                                              | 0 – 4                                                                | Benin                                                                | Amichevole                                                           | -                                                                    | 46’ 61’                                                              |
| 27-3-2022                                                            | Aksu                                                                 | Zambia                                                               | 1 – 2                                                                | Benin                                                                | Amichevole                                                           | -                                                                    |                                                                      |
| 17-6-2023                                                            | Cotonou                                                              | Benin                                                                | 1 – 1                                                                | Senegal                                                              | Qual. Coppa d'Africa 2023                                            | -                                                                    | 78’                                                                  |
| 14-10-2023                                                           | Khouribga                                                            | Sierra Leone                                                         | 2 – 1                                                                | Benin                                                                | Amichevole                                                           | -                                                                    | 57’                                                                  |
| 17-10-2023                                                           | Casablanca                                                           | Benin                                                                | 1 – 2                                                                | Madagascar                                                           | Amichevole                                                           | -                                                                    | Ingresso                                                             |
| 18-11-2023                                                           | Durban                                                               | Sudafrica                                                            | 2 – 1                                                                | Benin                                                                | Qual. Mondiali 2026                                                  | -                                                                    | 67’                                                                  |
| 9-6-2025                                                             | Fès                                                                  | Marocco                                                              | 1 – 0                                                                | Benin                                                                | Amichevole                                                           | -                                                                    | 85’                                                                  |
| Totale                                                               |                                                                      | Presenze                                                             | 14                                                                   |                                                                      | Reti                                                                 | 0                                                                    |                                                                      |